# Tour della nazionale maschile di rugby a 15 dell'Australia 1989
Il tour del 1989 in Canada e Francia fu assai problematico per l'Australia che presentò, causa infortuni, indisponibilità, una squadra assai inesperta, soprattutto tra gli "avanti" con solo sei giocatori con più di 5 "cap".
Ed in effetti dopo due facili vittorie in Canada, iniziarono i problemi con ben 3 sconfitte nei primi 45 match contro selezioni di comitati regionali francesi.
La situazione però cambiò al primo test match quando gli Australiani centrarono una grande vittoria, la più larga della storia contro la Francia. Gli esperti  Campese, Farr-Jones, Lynagh, oltre che FitzSimmons (seconda linea con lunga esperienza in Francia), guidarono i giovani ad un grande match, vinto con un secondo tempo eccezionale.
Meno bene andò nel secondo test perso di pochi punti.
Il tour lanciò molti giocatori, che costituiranno l'ossatura della squadra che si aggiudicherà la Coppa del Mondo di rugby 1991

## Il team
- Maganer: A. Conway
- Allenatore: Bob Dwyer e R. Templeton
- Estremi

Greg Martin (Brisbane University) 

Marty Roebuck (Eastwood) 
- Tre quarti

David Campese (Randwick, Sydney) 

Ian Williams (Eastwood, Sydney) 

B. Girvan (North Canberra) 

Anthony Herbert  (Old Boys, Brisbane) 

Tim Horan (Souths, Brisbane)

Darren Junee (Eastwood, Sydney)

Jason Little (Eastwood, Sydney)

D. Maguire (Brothers, Brisbane)
- Mediani

Michael Lynagh (Brisbane University) 

M. Palm (Brisbane University) 

Peter Slattery (Brisbane University) 

Nick Farr-Jones (Sidney University)
- Avanti

Phil Kearns (Randwick, Sydney) 

Tom Lawton (Souths, Brisbane) 

Dan Crowley (Souths, Brisbane)

Mark Hartill (Gordon, Sydney)

Tony Daly (Gordon, Sydney)

Ewen McKenzie (Randwick, Sydney) 

D.Dix (Sydney University)

Peter FitzSimons(Sydney University) 

Rod McCall (Brothers, Brisbane) 

M. Mc Innes (Easts, Canberra) 

David Carter (Quirindi, New South Wales) 

T. Kava (Randwick, Sydney) 

Brendon Nasser (Brisbane University)

David Wilson (Eastern Districts, Brisbane)

S. Scott-Young (Western Districy, Brisbane) 

Tim Gavin (Sydney University)

## Risultati
| Saint Albert 9 ottobre 1989 | North American Wolverines | 6 – 24 referto | Australia XV | Saint Albert's RFC |

| Victoria 12 ottobre 1989 | Columbia Britannica | 15 – 43 | Australia XV |  |

| Arbitro: | C. Debat |

|                        |      |                       |
| Berty, Sadourny, Pages | mt   | Horan 2, Phil Kearnes |
| Charvet 2              | tr   | Lynagh 3              |
| Charvet 2              | c.p. | Lynagh 4              |

| Arbitro: | K.Brackston |

|                 |      |                  |
| Uryos           | mt   | Wilson, Slattery |
|                 | tr   | Palm             |
| D.Camberabero 5 | c.p. |                  |

| Arbitro: | JC Doulcet |

|         |      |                 |
| Jaubert | mt   | Williams, Gavin |
|         | tr   | Lynagh          |
| Bianchi | c.p. | Lynagh 4        |

| Arbitro: | YC Yché |

|        |      |          |
|        | mt   | Williams |
| Velo 2 | c.p. | Lynagh   |
| Velo   | drop |          |

| Arbitro: | D.Neyrat |

|           |      |          |
| Verdy     | mt   | Slattery |
| Pradier 5 | c.p. | Palm     |
|           | drop | Girvan   |

Con 3 sconfitte nei 5 match in Francia, i "Wallabies" arrivano al primo dei due test match con una lunga serie di dubbi. Ma arriva l'impresa, con il più largo successo mai ottenuto contro la Francia.
Dopo un primo tempo chiuso in vantaggio dai francesi per 12-10, grazie alla buona giornata di Camberabero, nel secondo tempo i "wallabies" prendono in mano il gioco e si aggiudicano nettamente il match con 4 mete all'attivo.
| Arbitro: | F. Burger |

|                      |      |                            |
|                      | mt   | Horan 2, Williams, Campese |
|                      | tr   | Lynagh 2                   |
| Didier Camberabero 4 | c.p. | Lynagh 4                   |
| Didier Camberabero   | drop |                            |

| Arbitro: | P. Robin |

|         |      |                |
| Autie   | mt   | Junee, Herbert |
| Poyau   | tr   | Palm           |
| Poyau 5 | c.p. | Palm 3         |

Nel secondo test la Francia ritrova il successo, soprattutto grazie al piede di Thierry Lacroix che realizza 17 punti nel suo match di esordio a livello internazionale. Il CT francese Jacques Fouroux ha cambiato gran parte della squadra e lasciato fuori la "vecchia guardia" (Blanco, Rodriguez e Berbizier). Il match ha uno svolgimento speculare a quello del primo test: australiani in vantaggio per 13-6 al termine del primo tempo con i francesi che realizzano 19 punti, prima di concedere una meta ininfluente a Nick Farr-Jones
| Arbitro: | Freek Burger |

|                                |      |                             |
| Lagisquet 52’ Andrieu 64’      | mt   | 21’ Kearns 80+1’ Farr-Jones |
| Lacroix 52’                    | tr   | 80+1’ Lynagh                |
| Lacroix 7’, 23’, 43’, 55’, 61’ | c.p. | 9’, 15’, 32’ Lynagh         |